# Hjalmar Grahl
Oscar Eugene Hjalmar Grahl, född 14 januari 1828 i Askersunds stadsförsamling, Askersund, död 31 mars 1911 i Hedvig Eleonora församling, Stockholm, var en svensk jägmästare.
Hjalmar Grahl var son till kontraktsprosten och hovpredikanten Carl Gustaf Grahl och Christina Margareta, född Stark. Efter studier vid Skogsinstitutet i Stockholm inledde han sin tjänstgöring i Mellansverige, bland annat som jägmästare i Kronobergs län 1850. Merparten av yrkeslivet kom dock att gälla Västerbotten. Han utsågs till överjägare i Västerbottens läns tredje revir 1856 samt jägmästare i Skellefteå revir 1869, där han upprättade revirsårsberättelser. Han utnämndes till förste skogsinspektör i Västerbottens distrikt 1872 och till överjägmästare 1890.
Grahl var ordförande i Skellefteå lasaretts direktion samt ledamot av Västerbottens hushållningssällskap. Han stod som en av initiativtagarna till Västerbottens Fornminnesförenings stiftande 1882, till "bildande af ett Museum i Skellefteå stad, till förvaringsrum för fornsaker från Westerbotten." Till vars samlingar han även själv bidrog med artefakter, från exemplar av Gustav II Adolfs bibel till jaktutrustning från Kairo. Föreningen, som utvecklades till Skellefteå museum, "lade grunden till Västerbottens museiverksamhet och kulturmiljövård".
Grahl gifte sig med Emerentia, född Nordlander, varigenom han blev måg till kyrkoherden Nils Nordlander. Tillsammans hade de två söner, varav överstelöjtnanten och stallmästaren Nils Gustaf Grahl nådde vuxen ålder. Han blev i sin tur far till översten Erik Grahl. Grahl beskrivs förebild för systersonen Nils Ringstrand, efterträdande jägmästare i Skellefteå revir samt sedermera landshövding i Västerbotten.
Grahl utnämndes till riddare av Vasaorden 1877.
Han avled 1911 och begravdes på Norra begravningsplatsen i Stockholm.